# Géza Révész
Géza Révész (Siófok, 9 december 1878 – Amsterdam, 19 augustus 1955) was een Hongaars-Nederlands psycholoog, en wordt wel beschouwd als een van de pioniers van de Europese psychologie.

## Levensloop
Révész werd geboren in het Hongaarse Siófok, een dorpje gelegen aan het Balatonmeer, waar zijn vader een beroemde wijngaard had. Hij studeerde rechten te Boedapest en promoveerde in 1902 op het juridische proefschrift Das Trauerjahr der Witwe. Hij vervolgde zijn studie aan verschillende Duitse universiteiten, onder andere in Göttingen. Hier studeerde hij psychologie bij Georg Elias Müller en promoveerde onder hem in 1905 op het tweedelige psychofysische proefschrift I. Über die Abhängigkeit der Farbenschwellen von der achromatischen Erregung. II. Über die vom Weiss ausgehende Schwächung der Wirksamkeit farbiger Lichtreize. In deze tijd raakte hij verder bevriend met fenomenologische psychologen als David Katz, Gustav Kafka en Edgar Rubin, die een rol hebben gespeeld bij de opkomst van de Gestaltpsychologie.
In 1906 keerde Révész terug naar Boedapest, en ging aan de slag aan de universiteit van Boedapest. Hij werd assistent van de Hongaars-Oostenrijkse fysioloog Franz Tangl. De latere psycholoog Imre Hermann was hier zijn assistent. Révész ontpopte zich hier als een experimenteel-psycholoog. Aanvankelijk hield hij zich bezig met het gehoor. In 1913 stelde hij voor het waarnemen van toonhoogten een tweekomponentenmodel voor. Van 1909 tot 1915 bestudeerde hij het muzikale wonderkind Ervin Nyiregyházi. Aan de universiteit van Boedapest was hij hoogleraar psychologie.
In 1920 vertrok hij uit Hongarije en kwam mede op uitnodiging van Gerard Heymans naar Nederland. Aan de Universiteit van Amsterdam kreeg hij een aanstelling als privaat-docent en ging zijn onderzoekingen zich meer op de tastzin richtten. Met Philip Kohnstamm richtte Révész het Psychologisch-pedagogisch laboratorium op, maar dit had wegens geldgebrek geen lang bestaan.
In 1932 werd Révész aan de Universiteit van Amsterdam benoemd tot buitengewoon hoogleraar in de psychologie binnen de faculteit wis- en natuurkunde. In die hoedanigheid was hij onder meer promotor van Adriaan de Groot. Met David Katz richtte hij in 1935 het tijdschrift Acta Psychologica op. In 1933 kreeg hij zijn eigen psychologisch laboratorium, dat met veertig kamers en een auditorium in die tijd zijn weerga niet kende in Europa. Hij werkte daar met Philip Kohnstamm en in 1938 vingen zij daar de uit Duitsland gevluchte Otto Selz op.
Révész overleed op 76-jarige leeftijd te Amsterdam. Zijn inleiding in de muziekpsychologie wordt nog steeds gebruikt. De filmer/fotograaf Emile van Moerkerken was een fervent aanhanger van Révész.

## Werk
In 1952 publiceerde Révész het boek Talent en genie, waarin hij een psychologie van begaafdheid wilde ontwikkelen. Het ging Révész hierbij niet om intelligentie in het algemeen, maar om specifieke uitzonderlijke begaafdheid. De gebruikelijke kwantificerende causale methode van onderzoek vond hij hierbij niet geschikt. In plaats hiervan introduceerde hij de zogeheten fenomenologische analyse. Hij bestudeerde hiertoe vele grote werken en hun scheppers op het gebieden als de filosofie, wetenschap, beeldende kunst, techniek, literatuur, religie en muziek en ging hiermee aan het werk.

## Familie
Géza Révész was de vader van pottenbakker en beeldhouwer Judith Révész.